# Mötet i Arboga 1471
Mötet i Arboga 1471 var en sammankomst som hölls i Arboga för att diskutera och besluta om Sveriges angelägenheter. Det inleddes 1 maj 1471 och avslutades 1 maj.
Karl Knutsson (Bonde) avled 15 maj 1470 och vid midsommartid 1470 utsågs Sten Sture den äldre till riksföreståndare. Den 1 maj 1471 stadfästes hans riksföreståndarskap av detta möte i Arboga. 